# انیاز مکینتاش
انیاز مکینتاش (انگلیسی: Aeneas Mackintosh؛ ۱ ژوئیهٔ ۱۸۷۹ – ۸ مهٔ ۱۹۱۶) یک سیاح اهل بریتانیا بود.